# 브랜던 스클레너
브랜던 스클레너(영어: Brandon Sklenar, 1990년 6월 26일 ~ )는 미국의 남자 배우이다.

## 출연 작품

### 드라마
- 2025년 1923 시즌 2 - 스펜서 더튼 역